# Pseudophryne australis
Pseudophryne australis är en groddjursart som först beskrevs av Gray 1835.  Pseudophryne australis ingår i släktet Pseudophryne och familjen Myobatrachidae. IUCN kategoriserar arten globalt som sårbar. Inga underarter finns listade i Catalogue of Life.